# Dinaro della Repubblica Serba
Il dinaro della Repubblica Serba è stata la valuta adottata dalla Repubblica Serba tra il 1992 e il 1993, durante la guerra dei Balcani.

## Storia
Vi furono due emissioni di dinari da parte della Banca Nazionale della Republika Serba. La prima avvenne nel 1992, in parità con il dinaro jugoslavo riformato. La seconda emissione fu fatta il 1º ottobre 1993, adottando un cambio di 1:1.000.000 rispetto all'emissione precedente così da rimanere in parità con il dinaro jugoslavo di ottobre.
Dopo queste due emissioni, la Repubblica Serba adottò direttamente il dinaro jugoslavo (dapprima il "dinaro del 1994" e successivamente il "nuovo dinaro") fino al 1998, quando, in esecuzione degli accordi di Dayton, venne adottato il Marco bosniaco.
Per entrambe le emissioni furono prodotte unicamente banconote. Per la prima in tagli da 10 a 10 miliardi di dinari, per la seconda da 5.000 a 50 miliardi di dinari. Il disegno delle due emissioni fu pressoché identico. Nell'emissione del 1992 era presente lo stemma nazionale su entrambe le facce. Nell'emissione del 1993 era presente lo stemma nazionale sul fronte, mentre il verso riportava un ritratto di Petar Kočić. Alcune banconote della seconda emissione furono prodotte come sovrastampe di quella precedente.
Poiché la repubblica Serba non ottenne il riconoscimento della comunità internazionale, il dinaro della Repubblica Serba non ebbe mai un codice ISO 4217.